# Paso de las Duranas
Paso de las Duranas és un barri de la ciutat de Montevideo a l'estat d'Uruguai. Limita amb els barris de Belvedere i Sayago al nord-oest, Lavalleja al nord-est, Aires Puros al sud-est i el Prado al sud. Alberga el Museu Nacional d'Antropologia i el Museu de la Memòria, el qual està dedicat a la història de la lluita del poble uruguaià contra la dictadura. En la part oriental també es troba la zona nord del Prado, on el primer edifici de la Societat Nativista va ser convertit en un museu.

## Galeria

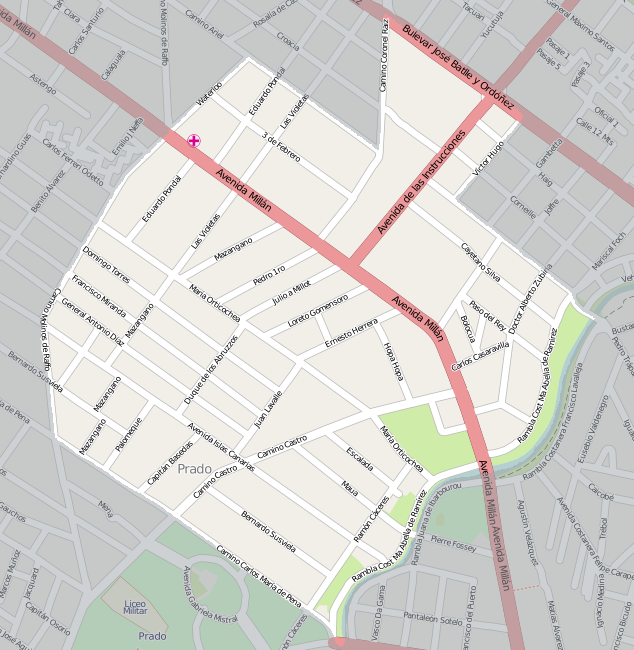
Mapa del barri.